# レニー・ホームズ
レニー・ホームズ（Renee Holmes、1999年12月21日 - ）は、ニュージーランドの女子ラグビー選手。

## プロフィール
- ニュージーランド・ギズボーン出身[1]。
- ポジションはフルバック(FB)。
- 身長 168cm、体重 70kg
- 女子ニュージーランド代表キャップは4（2022年11月現在）。

## 略歴
2022年、ラグビーワールドカップ2021の女子ニュージーランド代表に選ばれて、ブラックファーンズ2大会連続優勝に貢献。